# La demanda del Santo Grial
La demanda del Santo Grial es un libro de caballerías francés, de autor desconocido, cuya traducción al español fue publicada en Toledo en 1515. 

## Reseña
Fue reimpresa en Sevilla en 1535. Relata diversos episodios caballerescos relacionados con la corte del Rey Arturo, entre ellos pasajes de la vida de Lanzarote del Lago y su hijo Galahad, y la trágica conclusión del reinado de Arturo.
Además de esta obra, en la Biblioteca Nacional de Madrid hay un manuscrito titulado Lanzarote del Lago, y en la Biblioteca de la Universidad de Salamanca  hay otro que lleva como título Libro del Santo Grial. Se sabe además que en la biblioteca de Isabel I de Castilla existió otro llamado La tercera parte de la demanda del santo Grial.
Es continuación en parte de El baladro del sabio Merlín. 